# ペドロ・ヌネシュ級通報艦
ペドロ・ヌネシュ級通報艦（ポルトガル語: Avisos Classe Pedro Nunes）はポルトガル海軍の通報艦の艦級。
主機関としては、MAN社製の8気筒ディーゼルエンジンが搭載されていた。1940年代中盤、40mm単装機銃（ポンポン砲）は撤去され、かわって70口径20mm単装機銃4基が装備された。その後、「ヌネシュ」は1956年に、また「リスボア」は1961年に、いずれも観測艦に転換された。
| 艦名                                      | 造船所            | 起工   | 進水          | 就役      | 除籍   |
| ----------------------------------------- | ----------------- | ------ | ------------- | --------- | ------ |
| ペドロ・ヌネシュ NRP Pedro Nunes          | リスボン 海軍工廠 | 1930年 | 1934年3月17日 | 1935年4月 | 1978年 |
| ジョアン・デ・リスボア NRP João de Lisboa | リスボン 海軍工廠 | 1930年 | 1936年5月21日 | 1937年8月 | 1970年 |